# Sexto Petronio Probo
Sexto Claudio Petronio Probo  fue un político y militar romano del siglo IV, renombrado por su riqueza, poder y contactos.
Fue patrón del joven Ambrosio de Milán, y tuvo una espectacular carrera: procónsul de África en 358, prefecto pretoriano en cuatro ocasiones (de Ilírico en 364, de Galia en 366, de Italia entre 368 y 375, y de nuevo entre 383 y 384), y cónsul en 371, con el emperador Graciano como colega.

## Familia
Petronio Probo nació en el seno de la Gens Anicia de Verona, un poderoso clan aristocrático convertido al cristianismo. Sus padres fueron Petronio Probino, hermano de la poetisa Faltonia Betitia Proba y cónsul en 341, y Claudia, una hermana de Clodio Celsino Adelfo. Su abuelo Petronio Probiano, fue cónsul en 322, hijo, a su vez, de Petronio Aniano, cónsul en 314.
Petronio Probo se casó con Anicia Faltonia Proba, hija de su primo Quinto Clodio Hermogeniano Olibrio, con quien tuvo tres hijos y una hija: Flavio Anicio Probino, Flavio Anicio Hermogeniano Olibrio, Flavio Anicio Petronio Probo y Anicia Proba. A través de los dos primeros, Probo fue abuelo paterno de dos emperadores, Petronio Máximo y Olibrio.

## Carrera
El cursus honorum de Petronio Probo estuvo entre los más notorios de su tiempo. Fue procónsul de África en 358 y prefecto pretoriano en cuatro ocasiones: de Ilírico en 364, de Galia en 366, de Italia entre 368 y 375, y de nuevo entre 383 y 384; cónsul en 371, con Graciano como colega.
En 372 defendió Sirmio contra una invasión bárbara, y es mismo año designó a Ambrosio de Milán corrector de la provincia de "Emilia y Liguria". En 375 Probo fue acusado de corrupción y acusado ante Valentiniano I. Sirvió a su hijo Valentiniano II, siguiéndole al exilio en Oriente cuando se produjo la usurpación de Magno Máximo.
Se desconcoe la fecha exacta de su muerte, pero aún vivía en 390, según la Vita Ambrosii de Paulino de Nola, dos nobles persas presentaron sus respetos al emperador Teodosio I en Milán , y partieron de inmediato hacia Roma para hjacer lo propio ante Petronio Probo.

## Fama
En diversas inscripciones Probo fue celebrado como el orgullo de la aristocracia romana, una leyenda viviente: "el culmen de la casa de los Anicios" ("Aniciae domus culmen"), "el más versado en todas las cosas" ("omnibus rebus eruditissimus"), "culmen de la nobleza, luminaria de la literatura y la elocuencia" ("nobilitatis culmen, litterarum et eloquentiae lumen"). Fue, en efecto, patrón de diversos literatos, incluyendo al poeta bordelés Ausonio. Su hijos Probino y Olibrio continuaron esta tradición con el poeta Claudiano, que celebró al padre de ambos en términos laudatorios en el panegírico conmemorativo a su consulado conjunto en 395 (Panegyricus dictus Probino et Olybrio consulibus).
Amiano Marcelino lo retrató como vanidoso y rapaz a pesar de su ilustre alcurnia e inmensas riquezas: 

"Tenía posesiones en casi todos los puntos del Imperio; algunas bien y otras mal adquiridas. Había dos hombres en él, uno amigo leal y sincero, otro enemigo peligroso y vengativo. A pesar del aplomo y confianza que debían darle sus inmensas generosidades y la costumbre del poder, Probo bajaba el tono en cuanto lo alzaban con él, no siendo gran personaje más que con los humildes. Así como el pez no vive fuera del líquido elemento, Probo no respiraba desde el instante en que no ocupa algún cargo o sinecura. Además, siempre le impulsaba al poder, de bueno o mal grado, el interés de alguna familia importante, que no concordando la regla del deber con la intemperancia de los deseos, quería asegurarse la impunidad, procurándose elevada protección. Porque debemos consignar que, si personalmente era incapaz de exigir nada ilícito a un cliente o a un subordinado, no dejaba, sin embargo, cuando pesaba alguna sospecha sobre alguno de los suyos, de tomar su defensa con razón o sin ella, aunque fuese en contra de la justicia."